# Ponte Clementino
 (signalé en mai 2025).
Si vous disposez d'ouvrages ou d'articles de référence ou si vous connaissez des sites web de qualité traitant du thème abordé ici, merci de compléter l'article en donnant les références utiles à sa vérifiabilité et en les liant à la section « Notes et références ».
- Archive Wikiwix
- Bing
- Cairn
- DuckDuckGo
- E. Universalis
- Gallica
- Google
- G. Books
- G. News
- G. Scholar
- Persée
- Qwant
- (zh) Baidu
- (ru) Yandex
- (wd) trouver des œuvres sur Wikidata

Pour les articles homonymes, voir Clementino (homonymie).
Le Ponte Clementino est un des monuments les plus connus de Civita Castellana, dans la province de Viterbe en Italie ; il offre une des vues les plus évocatrices de l’agglomération. Le bâtiment survole une gorge profonde, au fond de laquelle coule le Rio Maggiore, qui donne son nom à la vallée. D'une hauteur de 40 mètres et d'une longueur de 90 mètres, il est l'objet de nombreux dessins et peintures.

## Histoire
Construit en 1709 sur ordre du pape Clément XI, le pont lie deux crêtes de tuf et relie le centre historique au quartier plus récent de Civita Castellana.
Sa construction a été confiée à l'architecte romain Filippo Barigioni, également responsable de l'aqueduc de Nepi. Il devient immédiatement un point de passage important dans le Latium ; il se connecte à la Via Flaminia .

## Structures
Formé d'une double arche, le pont a été partiellement reconstruit après une inondation en 1861. À cette occasion, en plus de l'abaisser de 54 à 40 mètres, une belle porte y a été ajoutée avec un blason en travertin ; cette porte, représentée sur des peintures et des photos, a été démolie en 1911 pour faciliter le passage du tramway.

## Images

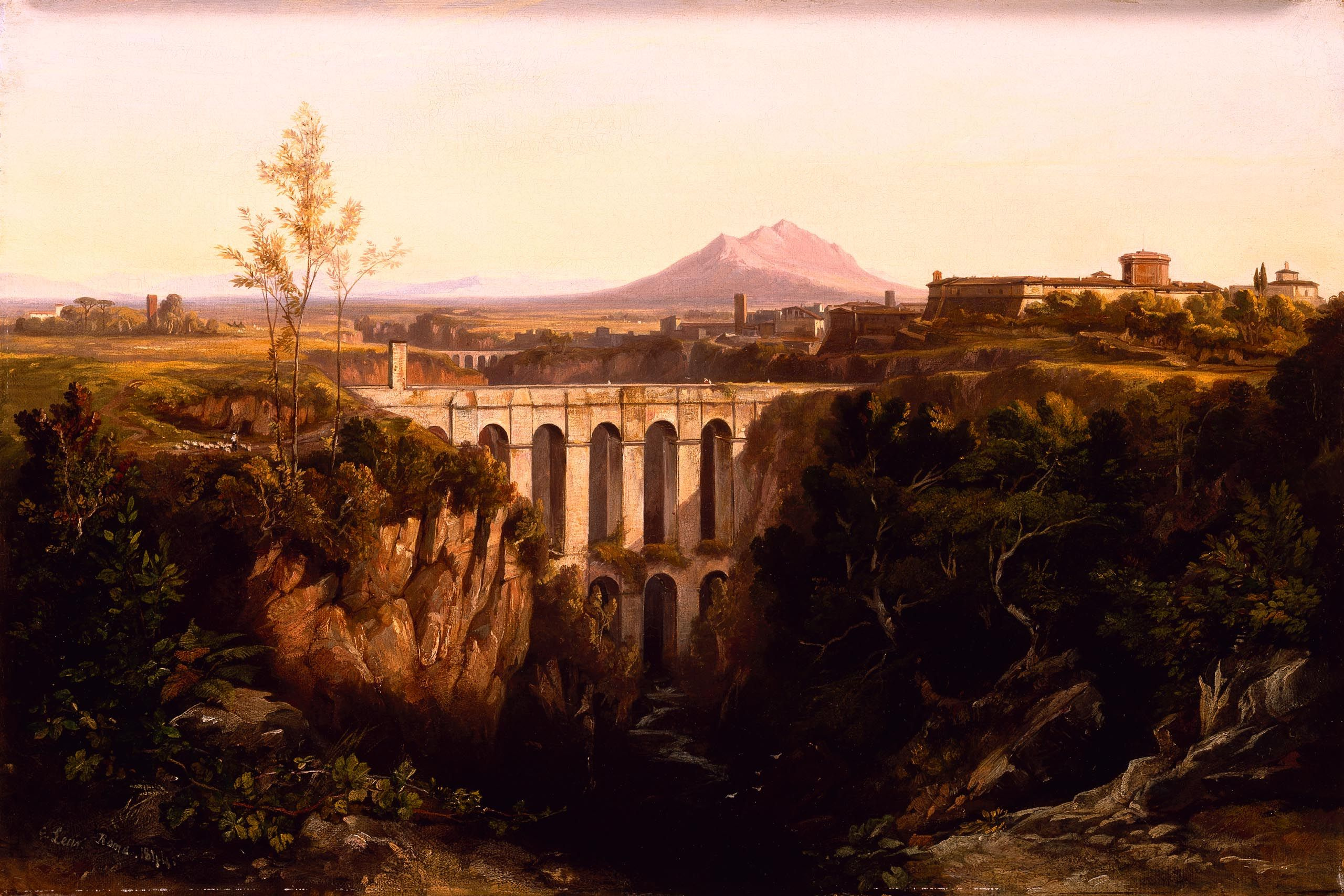
Edward Lear, Civita Castellana, huile sur toile, 1844, Musée d'Art de Denver.